# Courtyard by Marriott
Courtyard by Marriott – amerykańska sieć hotelowa należąca do grupy Marriott International. Sieć posiada 1256 działających hoteli, w których jest dostępnych 187 399 pokoi (31 grudnia 2021). Hotele ze średniej półki cenowej są skierowane przede wszystkim do osób podróżujących służbowo, ale przyjmują również podróżujące rodziny. 

## Historia
We wczesnych latach 80. Marriott stworzył nową markę Courtyard dla osób podróżujących służbowo oraz dla przyjemności. Nowa marka skupiła się na mniejszych nieruchomościach w obszarach o niższym popycie. Sieć rozrosła się z trzech miejsc testowych w 1983 r. do ponad 90 hoteli w 1987 r. Marriott International wydał 2 mld dolarów w połowie lat 80. na rozbudowę sieci Courtyard by Marriott, aby przyciągnąć typową klientelę sieci Holiday Inn.
W 2017 roku Courtyard Marriott Hotel został pierwszym hotelem amerykańskiej sieci, który został otwarty na wyspie Bonaire.

## Hotele
Do sieci należy 1297 hoteli na całym świecie, w tym 69 hoteli w Europie. W Polsce występują cztery hotele Courtyard by Marriott (stan na marzec 2023).

### Ameryka Południowa
- Brazylia

| * City Express Rio de Janeiro Barra da Tijuca | * Courtyard Rio de Janeiro Barra da Tijuca |

- Chile

| * Courtyard Puerto Montt | * Courtyard Santiago Airport | * Courtyard Santiago Las Condes |

- Ekwador

- Courtyard Guayaquil

- Kolumbia

- Courtyard by Marriott Bogota Airport

- Peru

| * Courtyard Lima | * Courtyard Lima Miraflores |

- Surinam

- Courtyard Paramaribo

### Ameryka Północna
- Kanada

| * Courtyard Calgary Airport   | * Courtyard Halifax Downtown                          | * Courtyard Montreal Brossard                | * Courtyard Oshawa            | * Courtyard St. John's Newfoundland | * Courtyard Toronto Mississauga/Meadowvale |
| * Courtyard Calgary Downtown  | * Courtyard Kitchener                                 | * Courtyard Montreal Downtown                | * Courtyard Ottawa Downtown   | * Courtyard Toronto Airport         | * Courtyard Toronto Mississauga/West       |
| * Courtyard Calgary South     | * Courtyard London                                    | * Courtyard Montreal Laval                   | * Courtyard Ottawa East       | * Courtyard Toronto Brampton        | * Courtyard Toronto Northeast/Markham      |
| * Courtyard Edmonton Downtown | * Courtyard London City Airport                       | * Courtyard Montreal Midtown                 | * Courtyard Prince George     | * Courtyard Toronto Downtown        | * Courtyard Toronto Vaughan                |
| * Courtyard Edmonton West     | * Courtyard Mississauga-Airport Corporate Centre West | * Courtyard Montreal West Island/Baie D’Urfe | * Courtyard Quebec City       | * Courtyard Toronto Markham         | * Courtyard Winnipeg Airport               |
| * Courtyard Halifax Dartmouth | * Courtyard Montreal Airport                          | * Courtyard Nanaimo                          | * Courtyard Saskatoon Airport |                                     |                                            |

- Stany Zjednoczone

- Alabama

| * Courtyard Anniston Oxford            | * Courtyard Birmingham Homewood   | * Courtyard Columbus Phenix City/Riverfront | * Courtyard Gulf Shores Craft Farms     | * Courtyard Mobile Daphne/Eastern Shore | * Courtyard Northport  |
| * Courtyard Auburn                     | * Courtyard Birmingham Hoover     | * Courtyard Decatur                         | * Courtyard Huntsville University Drive | * Courtyard Montgomery                  | * Courtyard Troy       |
| * Courtyard Birmingham Downtown at UAB | * Courtyard Birmingham Trussville | * Courtyard Dothan                          | * Courtyard Mobile                      | * Courtyard Montgomery Prattville       | * Courtyard Tuscaloosa |

- Alaska

- Courtyard Anchorage Airport

- Arizona

| * Courtyard Flagstaff                 | * Courtyard Phoenix Airport                 | * Courtyard Phoenix Mesa                 | * Courtyard Phoenix North/Happy Valley | * Courtyard Scottsdale Old Town   | * Courtyard Tucson Airport         |
| * Courtyard Mesa at Wrigleyville West | * Courtyard Phoenix Chandler/Fashion Center | * Courtyard Phoenix Mesa Gateway Airport | * Courtyard Phoenix West/Avondale      | * Courtyard Scottsdale Salt River | * Courtyard Tucson Williams Centre |
| * Courtyard Page at Lake Powell       | * Courtyard Phoenix Downtown                | * Courtyard Phoenix North                | * Courtyard Scottsdale North           | * Courtyard Sedona                |                                    |

- Arkansas

| * Courtyard Bentonville                  | * Courtyard Conway       | * Courtyard Fort Smith Downtown | * Courtyard Jonesboro            | * Courtyard Little Rock North | * Courtyard Russellville |
| * Courtyard Bentonville Rogers Promenade | * Courtyard Fayetteville | * Courtyard Hot Springs         | * Courtyard Little Rock Downtown | * Courtyard Little Rock West  |                          |

- Connecticut

| * Courtyard Danbury           | * Courtyard Hartford Farmington | * Courtyard Hartford/Windsor Airport | * Courtyard Norwich | * Courtyard Southington       | * Courtyard Waterbury Downtown |
| * Courtyard Hartford Cromwell | * Courtyard Hartford Manchester | * Courtyard Norwalk                  | * Courtyard Shelton | * Courtyard Stamford Downtown |                                |

- Dakota Południowa

| * Courtyard Rapid City | * Courtyard Sioux Falls |

- Dakota Północna

| * Courtyard Bismarck North | * Courtyard Fargo |

- Delaware

| * Courtyard Wilmington Brandywine | * Courtyard Wilmington Downtown |

- Floryda

| * Courtyard Amelia Island                              | * Courtyard Fort Lauderdale North/Cypress Creek            | * Courtyard Jacksonville Orange Park     | * Courtyard Miami Homestead                                  | * Courtyard Palm Beach Jupiter                           | * Courtyard Stuart                                |
| * Courtyard Boynton Beach                              | * Courtyard Fort Lauderdale Plantation                     | * Courtyard Key Largo                    | * Courtyard Miami West/FL Turnpike                           | * Courtyard Panama City                                  | * Courtyard Tallahassee Downtown/Capitol          |
| * Courtyard Bradenton Sarasota/Riverfront              | * Courtyard Fort Lauderdale SW/Miramar                     | * Courtyard Key West Waterfront          | * Courtyard Naples                                           | * Courtyard Pensacola                                    | * Courtyard Tallahassee North/I-10 Capital Circle |
| * Courtyard Clearwater Beach                           | * Courtyard Fort Lauderdale Weston                         | * Courtyard Lakeland                     | * Courtyard Ocala                                            | * Courtyard Pensacola Downtown                           | * Courtyard Tampa Brandon                         |
| * Courtyard Cocoa Beach Cape Canaveral                 | * Courtyard Fort Myers at I-75 and Gulf Coast Town Center  | * Courtyard Melbourne West               | * Courtyard Orlando Airport                                  | * Courtyard Pensacola West                               | * Courtyard Tampa Downtown                        |
| * Courtyard Daytona Beach Speedway/Airport             | * Courtyard Fort Myers Cape Coral                          | * Courtyard Miami Airport                | * Courtyard Orlando Altamonte Springs/Maitland               | * Courtyard Port St. Lucie Tradition                     | * Courtyard Tampa North/I-75 Fletcher             |
| * Courtyard DeLand Historic Downtown                   | * Courtyard Fort Walton Beach-West Destin                  | * Courtyard Miami Airport West/Doral     | * Courtyard Orlando Downtown                                 | * Courtyard Sandestin at Grand Boulevard                 | * Courtyard Tampa Northwest/Veterans Expressway   |
| * Courtyard Delray Beach                               | * Courtyard Gainesville                                    | * Courtyard Miami at Dolphin Mall        | * Courtyard Orlando East/UCF Area                            | * Courtyard Sarasota Bradenton Airport                   | * Courtyard Tampa Oldsmar                         |
| * Courtyard Faro Blanco Resort                         | * Courtyard Jacksonville Airport Northeast                 | * Courtyard Miami Aventura Mall          | * Courtyard Orlando International Drive/Convention Center    | * Courtyard Sarasota University Park/Lakewood Ranch Area | * Courtyard Tampa Westshore/Airport               |
| * Courtyard Fort Lauderdale Airport & Cruise Port      | * Courtyard Jacksonville at the Mayo Clinic Campus/Beaches | * Courtyard Miami Beach South Beach      | * Courtyard Orlando Lake Buena Vista at Vista Centre         | * Courtyard St. Augustine Beach                          | * Courtyard Titusville Kennedy Space Center       |
| * Courtyard Fort Lauderdale Beach                      | * Courtyard Jacksonville Beach Oceanfront                  | * Courtyard Miami Coconut Grove          | * Courtyard Orlando Lake Buena Vista in the Marriott Village | * Courtyard St. Augustine I-95                           | * Courtyard West Palm Beach                       |
| * Courtyard Fort Lauderdale Coral Springs              | * Courtyard Jacksonville Butler Boulevard                  | * Courtyard Miami Coral Gables           | * Courtyard Orlando Lake Mary/North                          | * Courtyard St. Petersburg Clearwater                    | * Courtyard West Palm Beach Airport               |
| * Courtyard Fort Lauderdale Downtown                   | * Courtyard Jacksonville Flagler Center                    | * Courtyard Miami Dadeland               | * Courtyard Orlando Lake Nona                                | * Courtyard St. Petersburg Clearwater/Madeira Beach      | * Courtyard Winter Haven                          |
| * Courtyard Fort Lauderdale East/Lauderdale-by-the-Sea | * Courtyard Jacksonville I-295/East Beltway                | * Courtyard Miami Downtown/Brickell Area | * Courtyard Orlando South/Grande Lakes Area                  | * Courtyard St. Petersburg Downtown                      |                                                   |

- Georgia

| * Courtyard Albany                              | * Courtyard Atlanta Conyers                | * Courtyard Atlanta Lithia Springs             | * Courtyard Atlanta Perimeter Center    | * Courtyard Cartersville  | * Courtyard Rome Riverwalk                      |
| * Courtyard Atlanta Airport South/Sullivan Road | * Courtyard Atlanta Decatur Downtown/Emory | * Courtyard Atlanta Marietta/I-75 North        | * Courtyard Atlanta Suwanee             | * Courtyard Columbus      | * Courtyard Savannah Airport                    |
| * Courtyard Atlanta Airport West                | * Courtyard Atlanta Downtown               | * Courtyard Atlanta McDonough                  | * Courtyard Atlanta Vinings/Galleria    | * Courtyard Dalton        | * Courtyard Savannah Downtown/Historic District |
| * Courtyard Atlanta Alpharetta                  | * Courtyard Atlanta Duluth Downtown        | * Courtyard Atlanta Midtown                    | * Courtyard Atlanta Windy Hill/Ballpark | * Courtyard Gainesville   | * Courtyard Savannah Midtown                    |
| * Courtyard Atlanta Alpharetta/Avalon Area      | * Courtyard Atlanta Duluth/Gwinnett Place  | * Courtyard Atlanta NE/Duluth Sugarloaf        | * Courtyard Augusta                     | * Courtyard Jekyll Island | * Courtyard Thomasville Downtown                |
| * Courtyard Atlanta Buckhead                    | * Courtyard Atlanta Executive Park/Emory   | * Courtyard Atlanta Norcross/Peachtree Corners | * Courtyard Brunswick                   | * Courtyard LaGrange      | * Courtyard Valdosta                            |
| * Courtyard Atlanta Buford Mall of Georgia      | * Courtyard Atlanta Kennesaw               | * Courtyard Atlanta Northlake                  | * Courtyard Carrollton                  | * Courtyard Macon         | * Courtyard Warner Robins                       |

- Hawaje

| * Courtyard King Kamehameha's Kona Beach Hotel | * Courtyard Maui Kahului Airport | * Courtyard Oahu North Shore | * Courtyard Waikiki Beach |

- Idaho

| * Courtyard Boise Downtown | * Courtyard Boise West/Meridian | * Courtyard Pocatello |

- Illinois

| * Courtyard Bloomington Normal              | * Courtyard Chicago Deerfield                 | * Courtyard Chicago Glenview/Northbrook      | * Courtyard Chicago Naperville                | * Courtyard Chicago St. Charles      | * Courtyard Peoria Downtown |
| * Courtyard Champaign                       | * Courtyard Chicago Downtown/Magnificent Mile | * Courtyard Chicago Highland Park/Northbrook | * Courtyard Chicago O'Hare                    | * Courtyard Chicago Waukegan/Gurnee  | * Courtyard Rockford        |
| * Courtyard Chicago Arlington Heights/South | * Courtyard Chicago Downtown/River North      | * Courtyard Chicago Lincolnshire             | * Courtyard Chicago Oakbrook Terrace          | * Courtyard Chicago Wood Dale/Itasca | * Courtyard Springfield     |
| * Courtyard Chicago Bloomingdale            | * Courtyard Chicago Elmhurst/Oakbrook Area    | * Courtyard Chicago Midway Airport           | * Courtyard Chicago Schaumburg/Woodfield Mall | * Courtyard Peoria                   |                             |

- Indiana

| * Courtyard Bloomington                   | * Courtyard Evansville East                                      | * Courtyard Indianapolis Castleton   | * Courtyard Indianapolis Northwest  | * Courtyard Indianapolis West-Speedway | * Courtyard Mishawaka-University Area           |
| * Courtyard Chicago Southeast/Hammond, IN | * Courtyard Fort Wayne Downtown at Grand Wayne Convention Center | * Courtyard Indianapolis Downtown    | * Courtyard Indianapolis Plainfield | * Courtyard Kokomo                     | * Courtyard Muncie at Horizon Convention Center |
| * Courtyard Columbus Tipton Lakes         | * Courtyard Indianapolis Airport                                 | * Courtyard Indianapolis Fishers     | * Courtyard Indianapolis South      | * Courtyard Lafayette                  | * Courtyard South Bend Downtown                 |
| * Courtyard Elkhart                       | * Courtyard Indianapolis at the Capitol                          | * Courtyard Indianapolis Noblesville |                                     |                                        |                                                 |

- Iowa

| * Courtyard Ames              | * Courtyard Des Moines West/Clive        | * Courtyard Iowa City University Heights  | * Courtyard Sioux City Downtown/Convention Center |
| * Courtyard Des Moines Ankeny | * Courtyard Des Moines West/Jordan Creek | * Courtyard Omaha East/Council Bluffs, IA | * Courtyard Waterloo Cedar Falls                  |

- Kalifornia

| * Courtyard Anaheim Buena Park                      | * Courtyard Los Angeles Baldwin Park                   | * Courtyard Milpitas Silicon Valley          | * Courtyard Roseville                                     | * Courtyard San Diego Mission Valley/Hotel Circle       | * Courtyard Santa Ana Orange County      |
| * Courtyard Anaheim Resort/Convention Center        | * Courtyard Los Angeles Burbank Airport                | * Courtyard Novato Marin/Sonoma              | * Courtyard Roseville Galleria Mall/Creekside Ridge Drive | * Courtyard San Diego Oceanside                         | * Courtyard Santa Barbara Downtown       |
| * Courtyard Anaheim Theme Park Entrance             | * Courtyard Los Angeles Century City/Beverly Hills     | * Courtyard Oakland Airport                  | * Courtyard Sacramento Airport Natomas                    | * Courtyard San Diego Old Town                          | * Courtyard Santa Barbara Goleta         |
| * Courtyard Bakersfield                             | * Courtyard Los Angeles Hacienda Heights/Orange County | * Courtyard Oakland Downtown                 | * Courtyard Sacramento Cal Expo                           | * Courtyard San Diego Rancho Bernardo                   | * Courtyard Santa Clarita Valencia       |
| * Courtyard Chico                                   | * Courtyard Los Angeles L.A. LIVE                      | * Courtyard Ontario Rancho Cucamonga         | * Courtyard Sacramento Folsom                             | * Courtyard San Diego Sorrento Valley                   | * Courtyard Santa Cruz                   |
| * Courtyard Costa Mesa South Coast Metro            | * Courtyard Los Angeles LAX/Century Boulevard          | * Courtyard Oxnard Ventura                   | * Courtyard Sacramento Midtown                            | * Courtyard San Francisco Airport                       | * Courtyard Santa Monica                 |
| * Courtyard Cypress Anaheim/Orange County           | * Courtyard Los Angeles LAX/Hawthorne                  | * Courtyard Palm Desert                      | * Courtyard Sacramento Rancho Cordova                     | * Courtyard San Francisco Downtown/Van Ness Ave.        | * Courtyard Santa Rosa                   |
| * Courtyard Fairfield Napa Valley Area              | * Courtyard Los Angeles Monterey Park                  | * Courtyard Palm Springs                     | * Courtyard Salinas Monterey                              | * Courtyard San Francisco Fisherman's Wharf             | * Courtyard Stockton                     |
| * Courtyard Foothill Ranch Irvine East/Lake Forest  | * Courtyard Los Angeles Pasadena/Monrovia              | * Courtyard Palmdale                         | * Courtyard San Diego Airport/Liberty Station             | * Courtyard San Francisco Larkspur Landing/Marin County | * Courtyard Sunnyvale Mountain View      |
| * Courtyard Fremont Silicon Valley                  | * Courtyard Los Angeles Pasadena/Old Town              | * Courtyard Palo Alto Los Altos              | * Courtyard San Diego Carlsbad                            | * Courtyard San Francisco Union Square                  | * Courtyard Temecula Murrieta            |
| * Courtyard Fresno                                  | * Courtyard Los Angeles Sherman Oaks                   | * Courtyard Paso Robles                      | * Courtyard San Diego Central                             | * Courtyard San Jose Campbell                           | * Courtyard Thousand Oaks Agoura Hills   |
| * Courtyard Fresno Clovis                           | * Courtyard Los Angeles Torrance/Palos Verdes          | * Courtyard Petaluma Sonoma County           | * Courtyard San Diego Del Mar/Solana Beach                | * Courtyard San Jose Cupertino                          | * Courtyard Thousand Oaks Ventura County |
| * Courtyard Irvine John Wayne Airport/Orange County | * Courtyard Los Angeles Westside                       | * Courtyard Pleasanton                       | * Courtyard San Diego Downtown                            | * Courtyard San Jose North/Silicon Valley               | * Courtyard Vacaville                    |
| * Courtyard Irvine Spectrum                         | * Courtyard Los Angeles Woodland Hills                 | * Courtyard Redwood City                     | * Courtyard San Diego El Cajon                            | * Courtyard San Jose South/Morgan Hill                  | * Courtyard Vallejo Napa Valley          |
| * Courtyard Livermore                               | * Courtyard Marina del Rey                             | * Courtyard Richmond Berkeley                | * Courtyard San Diego Gaslamp/Convention Center           | * Courtyard San Luis Obispo                             | * Courtyard Ventura Simi Valley          |
| * Courtyard Long Beach Airport                      | * Courtyard Merced                                     | * Courtyard Riverside UCR/Moreno Valley Area | * Courtyard San Diego Miramar                             | * Courtyard San Mateo Foster City                       | * Courtyard Victorville Hesperia         |
| * Courtyard Long Beach Downtown                     |                                                        |                                              |                                                           |                                                         |                                          |

- Kansas

| * Courtyard Junction City      | * Courtyard Kansas City Overland Park/Convention Center                   | * Courtyard Kansas City Shawnee  | * Courtyard Salina | * Courtyard Wichita at Old Town |
| * Courtyard Kansas City Olathe | * Courtyard Kansas City Overland Park/Metcalf, South of College Boulevard | * Courtyard Manhattan Aggieville | * Courtyard Topeka | * Courtyard Wichita East        |

- Karolina Południowa

| * Courtyard Charleston Historic District | * Courtyard Charleston-North Charleston | * Courtyard Columbia Downtown at USC             | * Courtyard Greenville Haywood Mall        | * Courtyard Hilton Head Island            | * Courtyard Myrtle Beach Oceanfront           |
| * Courtyard Charleston Mt. Pleasant      | * Courtyard Charlotte Fort Mill, SC     | * Courtyard Columbia Northeast/Fort Jackson Area | * Courtyard Greenville Mauldin             | * Courtyard Myrtle Beach Barefoot Landing | * Courtyard North Charleston Airport/Coliseum |
| * Courtyard Charleston Summerville       | * Courtyard Clemson                     | * Courtyard Florence                             | * Courtyard Greenville-Spartanburg Airport | * Courtyard Myrtle Beach Broadway         | * Courtyard Rock Hill                         |
| * Courtyard Charleston Waterfront        | * Courtyard Columbia Cayce              | * Courtyard Greenville Downtown                  |                                            |                                           |                                               |

- Karolina Północna

| * Courtyard Asheville                  | * Courtyard Charlotte Airport/Billy Graham Parkway | * Courtyard Charlotte Northlake                  | * Courtyard Greensboro         | * Courtyard Raleigh Cary Crossroads            | * Courtyard Salisbury                             |
| * Courtyard Asheville Airport          | * Courtyard Charlotte Arrowood                     | * Courtyard Charlotte SouthPark                  | * Courtyard Greensboro Airport | * Courtyard Raleigh Cary/Parkside Town Commons | * Courtyard Statesville Mooresville/Lake Norman   |
| * Courtyard Asheville Biltmore Village | * Courtyard Charlotte Ballantyne                   | * Courtyard Charlotte Steele Creek               | * Courtyard Greenville         | * Courtyard Raleigh Crabtree Valley            | * Courtyard Wilmington Downtown/Historic District |
| * Courtyard Boone                      | * Courtyard Charlotte City Center                  | * Courtyard Charlotte Waverly                    | * Courtyard Hickory            | * Courtyard Raleigh Midtown                    | * Courtyard Wilmington/Wrightsville Beach         |
| * Courtyard Burlington                 | * Courtyard Charlotte Concord                      | * Courtyard Durham Near Duke University/Downtown | * Courtyard High Point         | * Courtyard Raleigh North/Triangle Town Center | * Courtyard Winston-Salem Downtown                |
| * Courtyard Carolina Beach Oceanfront  | * Courtyard Charlotte Gastonia                     | * Courtyard Fayetteville                         | * Courtyard Jacksonville       | * Courtyard Raleigh-Durham Airport/Brier Creek | * Courtyard Winston-Salem Hanes Mall              |
| * Courtyard Chapel Hill                | * Courtyard Charlotte Lake Norman                  | * Courtyard Fayetteville Fort Bragg/Spring Lake  | * Courtyard Raleigh Cary       | * Courtyard Rocky Mount                        | * Courtyard Winston-Salem University              |
| * Courtyard Charlotte Airport North    | * Courtyard Charlotte Matthews                     |                                                  |                                |                                                |                                                   |

- Kentucky

| * Courtyard Bowling Green Convention Center   | * Courtyard Cincinnati Covington        | * Courtyard Lexington South/Hamburg Place | * Courtyard Louisville East      | * Courtyard Paducah  |
| * Courtyard Cincinnati Airport                | * Courtyard Lexington Keeneland/Airport | * Courtyard Louisville Airport            | * Courtyard Louisville Northeast | * Courtyard Somerset |
| * Courtyard Cincinnati Airport South/Florence | * Courtyard Lexington North             | * Courtyard Louisville Downtown           | * Courtyard Owensboro            |                      |

- Kolorado

| * Courtyard Boulder                                  | * Courtyard Colorado Springs South         | * Courtyard Denver Central Park     | * Courtyard Denver North/Westminster       | * Courtyard Denver Tech Center | * Courtyard Grand Junction        |
| * Courtyard Boulder Broomfield                       | * Courtyard Denver Airport                 | * Courtyard Denver Cherry Creek     | * Courtyard Denver South/Park Meadows Mall | * Courtyard Fort Collins       | * Courtyard Loveland Fort Collins |
| * Courtyard Boulder Longmont                         | * Courtyard Denver Airport at Gateway Park | * Courtyard Denver Downtown         | * Courtyard Denver Southwest/Lakewood      | * Courtyard Glenwood Springs   | * Courtyard Pueblo Downtown       |
| * Courtyard Colorado Springs North/Air Force Academy | * Courtyard Denver Aurora                  | * Courtyard Denver Golden/Red Rocks | * Courtyard Denver Southwest/Littleton     |                                |                                   |

- Luizjana

| * Courtyard Alexandria                          | * Courtyard Baton Rouge Siegen Lane | * Courtyard Lafayette Airport | * Courtyard Monroe Airport | * Courtyard Shreveport Airport                          |
| * Courtyard Baton Rouge Acadian Centre/LSU Area | * Courtyard Hammond                 | * Courtyard Lafayette South   | * Courtyard Ruston         | * Courtyard Shreveport-Bossier City/Louisiana Boardwalk |
| * Courtyard Baton Rouge Downtown                | * Courtyard Houma                   | * Courtyard Lake Charles      |                            |                                                         |

- Maine

| * Courtyard Bangor | * Courtyard Portland Airport | * Courtyard Portland Downtown/Waterfront |

- Maryland

| * Courtyard Aberdeen at Ripken Stadium      | * Courtyard Baltimore Downtown/McHenry Row | * Courtyard Fort Meade BWI Business District  | * Courtyard Largo Medical Center Drive | * Courtyard Silver Spring Downtown        |
| * Courtyard Annapolis                       | * Courtyard Baltimore Hunt Valley          | * Courtyard Frederick                         | * Courtyard Ocean City Oceanfront      | * Courtyard Silver Spring North/White Oak |
| * Courtyard Baltimore BWI Airport           | * Courtyard Bethesda Chevy Chase           | * Courtyard Gaithersburg Washingtonian Center | * Courtyard Rockville                  | * Courtyard Waldorf                       |
| * Courtyard Baltimore Downtown/Inner Harbor | * Courtyard Bowie                          | * Courtyard Hagerstown                        | * Courtyard Salisbury                  |                                           |

- Massachusetts

| * Courtyard Boston Andover           | * Courtyard Boston Copley Square          | * Courtyard Boston Littleton     | * Courtyard Boston Norwood/Canton | * Courtyard Boston Woburn/Boston North | * Courtyard Lenox Berkshires |
| * Courtyard Boston Billerica/Bedford | * Courtyard Boston Dedham/Westwood        | * Courtyard Boston Logan Airport | * Courtyard Boston Raynham        | * Courtyard Boston-South Boston        | * Courtyard West Springfield |
| * Courtyard Boston Brookline         | * Courtyard Boston Downtown               | * Courtyard Boston Marlborough   | * Courtyard Boston Waltham        | * Courtyard Cape Cod Hyannis           | * Courtyard Worcester        |
| * Courtyard Boston Cambridge         | * Courtyard Boston Downtown/North Station | * Courtyard Boston Natick        | * Courtyard Boston Westborough    | * Courtyard Hadley Amherst             |                              |

- Michigan

| * Courtyard Albion           | * Courtyard Detroit Dearborn              | * Courtyard Detroit Pontiac/Auburn Hills | * Courtyard East Lansing Okemos   | * Courtyard Jackson           | * Courtyard Mt. Pleasant at Central Michigan University |
| * Courtyard Ann Arbor        | * Courtyard Detroit Downtown              | * Courtyard Detroit Southfield           | * Courtyard Flint Grand Blanc     | * Courtyard Kalamazoo Portage | * Courtyard Petoskey at Victories Square                |
| * Courtyard Battle Creek     | * Courtyard Detroit Farmington Hills      | * Courtyard Detroit Troy                 | * Courtyard Grand Rapids Airport  | * Courtyard Lansing           | * Courtyard St. Joseph Benton Harbor                    |
| * Courtyard Bay City         | * Courtyard Detroit Livonia               | * Courtyard Detroit Utica                | * Courtyard Grand Rapids Downtown | * Courtyard Lansing Downtown  | * Courtyard Traverse City                               |
| * Courtyard Detroit Brighton | * Courtyard Detroit Metro Airport Romulus | * Courtyard Detroit Warren               | * Courtyard Holland Downtown      |                               |                                                         |

- Minnesota

| * Courtyard Bloomington by Mall of America | * Courtyard Mankato                             | * Courtyard Minneapolis St. Paul/Roseville | * Courtyard Owatonna Downtown                      | * Courtyard St. Cloud         |
| * Courtyard Edina Bloomington              | * Courtyard Minneapolis Downtown                | * Courtyard Minneapolis West               | * Courtyard Rochester Mayo Clinic Area/Saint Marys | * Courtyard St. Paul Downtown |
| * Courtyard Fargo Moorhead, MN             | * Courtyard Minneapolis Maple Grove/Arbor Lakes | * Courtyard Minneapolis-St. Paul Airport   | * Courtyard St Paul Woodbury                       |                               |

- Missisipi

| * Courtyard Biloxi North/D'Iberville | * Courtyard Gulfport Beachfront | * Courtyard Jackson Airport/Pearl | * Courtyard Jackson Ridgeland | * Courtyard Oxford                                       | * Courtyard Tupelo    |
| * Courtyard Columbus                 | * Courtyard Hattiesburg         | * Courtyard Jackson Madison       | * Courtyard Memphis Southaven | * Courtyard Starkville MSU at The Mill Conference Center | * Courtyard Vicksburg |

- Missouri

| * Courtyard Cape Girardeau Downtown | * Courtyard Kansas City at Briarcliff              | * Courtyard Kansas City East/Blue Springs | * Courtyard St Louis Downtown West       | * Courtyard St. Louis Creve Coeur                | * Courtyard St. Louis West County    |
| * Courtyard Columbia                | * Courtyard Kansas City Country Club Plaza         | * Courtyard Springfield Airport           | * Courtyard St. Louis Airport/Earth City | * Courtyard St. Louis Downtown/Convention Center | * Courtyard St. Louis Westport Plaza |
| * Courtyard Jefferson City          | * Courtyard Kansas City Downtown/Convention Center | * Courtyard St Louis Chesterfield         | * Courtyard St. Louis Brentwood          | * Courtyard St. Louis St. Peters                 |                                      |

- Montana

- Courtyard Missoula

- Nebraska

| * Courtyard Lincoln Downtown/Haymarket | * Courtyard Omaha Aksarben Village | * Courtyard Omaha Bellevue at Beardmore Event Center | * Courtyard Omaha Downtown/Old Market Area | * Courtyard Omaha La Vista |

- Nevada

| * Courtyard Carson City | * Courtyard Las Vegas Convention Center | * Courtyard Las Vegas Henderson/Green Valley | * Courtyard Las Vegas South | * Courtyard Reno | * Courtyard Reno Downtown/Riverfront |

- New Hampshire

| * Courtyard Concord | * Courtyard Hanover Lebanon | * Courtyard Keene Downtown | * Courtyard Manchester-Boston Regional Airport | * Courtyard Nashua | * Courtyard Portsmouth |

- New Jersey

| * Courtyard Atlantic City Beach Block       | * Courtyard Edgewater NYC Area         | * Courtyard Jersey City Newport   | * Courtyard Montvale               | * Courtyard Parsippany             | * Courtyard Somerset                               |
| * Courtyard Basking Ridge                   | * Courtyard Edison Woodbridge          | * Courtyard Lebanon               | * Courtyard Mt. Laurel Cherry Hill | * Courtyard Princeton              | * Courtyard Wall at Monmouth Shores Corporate Park |
| * Courtyard Burlington Mt. Holly/Westampton | * Courtyard Ewing Princeton            | * Courtyard Lincroft Red Bank     | * Courtyard North Brunswick        | * Courtyard Rockaway-Mt. Arlington | * Courtyard Wayne Fairfield                        |
| * Courtyard Cranbury South Brunswick        | * Courtyard Glassboro Rowan University | * Courtyard Lyndhurst Meadowlands | * Courtyard Paramus                | * Courtyard Secaucus Meadowlands   | * Courtyard West Orange                            |
| * Courtyard Deptford                        | * Courtyard Hamilton                   |                                   |                                    |                                    |                                                    |

- Nowy Jork

| * Courtyard Albany Airport         | * Courtyard Buffalo Amherst/University | * Courtyard Lake George                              | * Courtyard Newburgh Stewart Airport                 | * Courtyard Rochester Downtown           | * Courtyard Syracuse Carrier Circle            |
| * Courtyard Albany Clifton Park    | * Courtyard Buffalo Downtown/Canalside | * Courtyard Lake Placid                              | * Courtyard Niagara Falls, USA                       | * Courtyard Rochester East/Penfield      | * Courtyard Syracuse Downtown at Armory Square |
| * Courtyard Albany Thruway         | * Courtyard Elmira Horseheads          | * Courtyard Long Island City/New York Manhattan View | * Courtyard Oneonta Cooperstown Area                 | * Courtyard Rye                          | * Courtyard Tarrytown Westchester County       |
| * Courtyard Albany Troy/Waterfront | * Courtyard Fishkill                   | * Courtyard Long Island Islip/Courthouse Complex     | * Courtyard Poughkeepsie                             | * Courtyard Saratoga Springs             | * Courtyard Westbury Long Island               |
| * Courtyard Binghamton             | * Courtyard Ithaca Airport/University  | * Courtyard Long Island MacArthur Airport            | * Courtyard Republic Airport Long Island/Farmingdale | * Courtyard Schenectady at Mohawk Harbor | * Courtyard Yonkers Westchester County         |
| * Courtyard Buffalo Airport        | * Courtyard Kingston                   | * Courtyard Middletown Goshen                        | * Courtyard Rochester Brighton                       |                                          |                                                |

- Nowy Meksyk

| * Courtyard Albuquerque | * Courtyard Albuquerque Airport | * Courtyard by Marriott Las Cruces at NMSU | * Courtyard Farmington | * Courtyard Santa Fe |

- Ohio

| * Courtyard Akron Downtown      | * Courtyard Cincinnati Midtown/Rookwood      | * Courtyard Cleveland University Circle | * Courtyard Columbus Grove City    | * Courtyard Dayton North                | * Courtyard Toledo Airport Holland     |
| * Courtyard Akron Fairlawn      | * Courtyard Cincinnati North at Union Centre | * Courtyard Cleveland Westlake          | * Courtyard Columbus New Albany    | * Courtyard Dayton South                | * Courtyard Toledo Maumee/Arrowhead    |
| * Courtyard Akron Stow          | * Courtyard Cleveland Airport North          | * Courtyard Cleveland Willoughby        | * Courtyard Columbus OSU           | * Courtyard Dayton-University of Dayton | * Courtyard Toledo North               |
| * Courtyard Canton              | * Courtyard Cleveland Airport South          | * Courtyard Columbus Airport            | * Courtyard Columbus West/Hilliard | * Courtyard Hamilton                    | * Courtyard Toledo Rossford/Perrysburg |
| * Courtyard Cincinnati Blue Ash | * Courtyard Cleveland Beachwood              | * Courtyard Columbus Downtown           | * Courtyard Columbus Worthington   | * Courtyard Lima                        | * Courtyard Toledo West                |
| * Courtyard Cincinnati Downtown | * Courtyard Cleveland Elyria                 | * Courtyard Columbus Dublin             | * Courtyard Dayton Beavercreek     | * Courtyard Springfield Downtown        | * Courtyard Youngstown Canfield        |
| * Courtyard Cincinnati Mason    | * Courtyard Cleveland Independence           | * Courtyard Columbus Easton             |                                    |                                         |                                        |

- Oklahoma

| * Courtyard Ardmore | * Courtyard Oklahoma City Airport  | * Courtyard Oklahoma City North/Quail Springs | * Courtyard Tulsa Central  | * Courtyard Tulsa Woodland Hills |
| * Courtyard Norman  | * Courtyard Oklahoma City Downtown | * Courtyard Oklahoma City Northwest           | * Courtyard Tulsa Downtown |                                  |

- Oregon

| * Courtyard Corvallis          | * Courtyard Medford Airport  | * Courtyard Portland Beaverton   | * Courtyard Portland Downtown/Convention Center | * Courtyard Portland Hillsboro | * Courtyard Portland Southeast/Clackamas |
| * Courtyard Eugene Springfield | * Courtyard Portland Airport | * Courtyard Portland City Center | * Courtyard Portland East                       | * Courtyard Portland North     | * Courtyard Portland Tigard              |

- Pensylwania

| * Courtyard Altoona                           | * Courtyard Hershey Chocolate Avenue       | * Courtyard Philadelphia Great Valley/Malvern   | * Courtyard Philadelphia Springfield                  | * Courtyard Pittsburgh Downtown                  | * Courtyard Reading Wyomissing        |
| * Courtyard Bethlehem Lehigh Valley/I-78      | * Courtyard Lancaster                      | * Courtyard Philadelphia Langhorne              | * Courtyard Philadelphia Valley Forge/Collegeville    | * Courtyard Pittsburgh Greensburg                | * Courtyard Scranton Montage Mountain |
| * Courtyard Erie Ambassador Conference Center | * Courtyard Philadelphia Bensalem          | * Courtyard Philadelphia Lansdale               | * Courtyard Philadelphia Valley Forge/King of Prussia | * Courtyard Pittsburgh Monroeville               | * Courtyard Shippensburg              |
| * Courtyard Erie Bayfront                     | * Courtyard Philadelphia City Avenue       | * Courtyard Philadelphia Montgomeryville        | * Courtyard Philadelphia Willow Grove                 | * Courtyard Pittsburgh North/Cranberry Woods     | * Courtyard State College             |
| * Courtyard Gettysburg                        | * Courtyard Philadelphia Coatesville/Exton | * Courtyard Philadelphia Plymouth Meeting       | * Courtyard Pittsburgh Airport                        | * Courtyard Pittsburgh Washington/Meadow Lands   | * Courtyard Wilkes-Barre Arena        |
| * Courtyard Harrisburg Hershey                | * Courtyard Philadelphia Devon/Villanova   | * Courtyard Philadelphia South at The Navy Yard | * Courtyard Pittsburgh Airport Settlers Ridge         | * Courtyard Pittsburgh West Homestead/Waterfront | * Courtyard York                      |
| * Courtyard Harrisburg West/Mechanicsburg     |                                            |                                                 |                                                       |                                                  |                                       |

- Rhode Island

| * Courtyard Providence Downtown | * Courtyard Providence Lincoln | * Courtyard Providence Warwick |

- Teksas

| * Courtyard Abilene Northeast                                      | * Courtyard Dallas Addison/Midway                              | * Courtyard Dallas Plano in Legacy Park          | * Courtyard Houston Brookhollow                | * Courtyard Houston NW/290 Corridor          | * Courtyard San Angelo                            |
| * Courtyard Abilene Southwest/Abilene Mall South                   | * Courtyard Dallas Addison/Quorum Drive                        | * Courtyard Dallas Plano Parkway at Preston Road | * Courtyard Houston by The Galleria            | * Courtyard Houston Pearland                 | * Courtyard San Antonio Airport                   |
| * Courtyard Amarillo Downtown                                      | * Courtyard Dallas Allen at the Event Center                   | * Courtyard Dallas Plano/Richardson              | * Courtyard Houston Downtown/Convention Center | * Courtyard Houston Springwoods Village      | * Courtyard San Antonio Airport/North Star Mall   |
| * Courtyard Amarillo West/Medical Center                           | * Courtyard Dallas Arlington South                             | * Courtyard Dallas Plano/The Colony              | * Courtyard Houston Heights/I-10               | * Courtyard Houston Sugar Land/Lake Pointe   | * Courtyard San Antonio Downtown/Market Square    |
| * Courtyard Austin Airport                                         | * Courtyard Dallas Arlington/Entertainment District            | * Courtyard Dallas Richardson at Spring Valley   | * Courtyard Houston Hobby Airport              | * Courtyard Houston Sugar Land/Stafford      | * Courtyard San Antonio Medical Center            |
| * Courtyard Austin Downtown/Convention Center                      | * Courtyard Dallas Carrollton and Carrollton Conference Center | * Courtyard Dallas-Fort Worth/Bedford            | * Courtyard Houston I-10 West/Energy Corridor  | * Courtyard Houston The Woodlands            | * Courtyard San Antonio North/Stone Oak at Legacy |
| * Courtyard Austin Dripping Springs                                | * Courtyard Dallas DFW Airport North/Grapevine                 | * Courtyard Denton                               | * Courtyard Houston I-10 West/Memorial         | * Courtyard Houston Westchase                | * Courtyard San Antonio Riverwalk                 |
| * Courtyard Austin North/Parmer Lane                               | * Courtyard Dallas DFW Airport North/Irving                    | * Courtyard El Paso Airport                      | * Courtyard Houston I-10 West/Park Row         | * Courtyard Houston-West University          | * Courtyard San Antonio SeaWorld®/Lackland        |
| * Courtyard Austin Northwest/Lakeline                              | * Courtyard Dallas DFW Airport South/Irving                    | * Courtyard El Paso Downtown/Convention Center   | * Courtyard Houston Intercontinental Airport   | * Courtyard Killeen                          | * Courtyard San Antonio SeaWorld®/Westover Hills  |
| * Courtyard Austin Pflugerville and Pflugerville Conference Center | * Courtyard Dallas Downtown/Reunion District                   | * Courtyard El Paso East/I-10                    | * Courtyard Houston Katy Mills                 | * Courtyard Lake Jackson                     | * Courtyard San Antonio Six Flags® at The RIM     |
| * Courtyard Austin Round Rock                                      | * Courtyard Dallas Flower Mound                                | * Courtyard Fort Worth at Alliance Town Center   | * Courtyard Houston Kemah                      | * Courtyard Laredo                           | * Courtyard San Marcos                            |
| * Courtyard Austin South                                           | * Courtyard Dallas Grand Prairie                               | * Courtyard Fort Worth Downtown/Blackstone       | * Courtyard Houston Kingwood                   | * Courtyard Longview North                   | * Courtyard Sherman                               |
| * Courtyard Austin The Domain Area                                 | * Courtyard Dallas Las Colinas                                 | * Courtyard Fort Worth Historic Stockyards       | * Courtyard Houston Medical Center/NRG Park    | * Courtyard Lubbock                          | * Courtyard South Padre Island                    |
| * Courtyard Austin-University Area                                 | * Courtyard Dallas Lewisville                                  | * Courtyard Fort Worth I-30 West Near NAS JRB    | * Courtyard Houston NASA/Clear Lake            | * Courtyard Lubbock Downtown/University Area | * Courtyard Texarkana                             |
| * Courtyard Beaumont                                               | * Courtyard Dallas Medical/Market Center                       | * Courtyard Fort Worth University Drive          | * Courtyard Houston North/Shenandoah           | * Courtyard Lufkin                           | * Courtyard Tyler                                 |
| * Courtyard Brownsville                                            | * Courtyard Dallas Mesquite                                    | * Courtyard Fort Worth West at Cityview          | * Courtyard Houston Northeast                  | * Courtyard McAllen Airport                  | * Courtyard Victoria                              |
| * Courtyard Bryan College Station                                  | * Courtyard Dallas Midlothian at Midlothian Conference Center  | * Courtyard Galveston Island                     | * Courtyard Houston Northwest                  | * Courtyard Midland                          | * Courtyard Waco                                  |
| * Courtyard Corpus Christi                                         | * Courtyard Dallas Northwest                                   | * Courtyard Harlingen                            | * Courtyard Houston Northwest/Cypress          | * Courtyard Odessa                           | * Courtyard Wichita Falls                         |

- Tennessee

| * Courtyard Chattanooga Downtown  | * Courtyard Jackson                 | * Courtyard Knoxville Downtown     | * Courtyard Memphis Downtown                 | * Courtyard Memphis Germantown    | * Courtyard Nashville Brentwood |
| * Courtyard Clarksville           | * Courtyard Johnson City            | * Courtyard Knoxville West/Bearden | * Courtyard Memphis East/Bill Morris Parkway | * Courtyard Nashville Airport     | * Courtyard Nashville Downtown  |
| * Courtyard Franklin Cool Springs | * Courtyard Knoxville Airport Alcoa | * Courtyard Memphis Airport        | * Courtyard Memphis East/Galleria            | * Courtyard Nashville at Opryland | * Courtyard Pigeon Forge        |
| * Courtyard Gatlinburg Downtown   | * Courtyard Knoxville Cedar Bluff   | * Courtyard Memphis Collierville   | * Courtyard Memphis East/Park Avenue         |                                   |                                 |

- Utah

| * Courtyard Cedar City                 | * Courtyard Ogden                  | * Courtyard Salt Lake City Cottonwood | * Courtyard Salt Lake City Layton | * Courtyard St. George |
| * Courtyard Lehi at Thanksgiving Point | * Courtyard Salt Lake City Airport | * Courtyard Salt Lake City Downtown   | * Courtyard Salt Lake City Sandy  |                        |

- Vermont

| * Courtyard Burlington Harbor | * Courtyard Burlington Williston | * Courtyard Middlebury |

- Waszyngton

| * Courtyard Olympia                  | * Courtyard Richland Columbia Point     | * Courtyard Seattle Downtown/Pioneer Square | * Courtyard Seattle Kirkland               | * Courtyard Seattle Sea-Tac Area                      | * Courtyard Tacoma Downtown |
| * Courtyard Pasco Tri-Cities Airport | * Courtyard Seattle Bellevue/Downtown   | * Courtyard Seattle Everett Downtown        | * Courtyard Seattle North/Lynnwood Everett | * Courtyard Seattle Southcenter                       | * Courtyard Walla Walla     |
| * Courtyard Pullman                  | * Courtyard Seattle Downtown/Lake Union | * Courtyard Seattle Federal Way             | * Courtyard Seattle Northgate              | * Courtyard Spokane Downtown at the Convention Center | * Zone Hotel SeaTac Airport |

- Waszyngton DC

| * Courtyard Washington Capitol Hill/Navy Yard | * Courtyard Washington, DC Dupont Circle | * Courtyard Washington, DC/Foggy Bottom | * Courtyard Washington, DC/U.S. Capitol | * Courtyard Washington Downtown/Convention Center |

- Wirginia

| * Courtyard Alexandria Old Town/Southwest                  | * Courtyard Chesapeake Greenbrier         | * Courtyard Fairfax Fair Oaks                | * Courtyard Newport News Yorktown     | * Courtyard Richmond Northwest/Short Pump | * Courtyard Tysons McLean                               |
| * Courtyard Alexandria Pentagon South                      | * Courtyard Danville                      | * Courtyard Fredericksburg Historic District | * Courtyard Norfolk Downtown          | * Courtyard Richmond Scott’s Addition     | * Courtyard Virginia Beach Norfolk                      |
| * Courtyard Arlington Crystal City/Reagan National Airport | * Courtyard Dulles Airport Chantilly      | * Courtyard Hampton Coliseum Central         | * Courtyard Potomac Mills Woodbridge  | * Courtyard Richmond West                 | * Courtyard Virginia Beach Oceanfront/North 37th Street |
| * Courtyard Blacksburg                                     | * Courtyard Dulles Airport Herndon        | * Courtyard Harrisonburg                     | * Courtyard Richmond Airport          | * Courtyard Roanoke Airport               | * Courtyard Virginia Beach Oceanfront/South             |
| * Courtyard Bristol                                        | * Courtyard Dulles Airport Herndon/Reston | * Courtyard Lynchburg                        | * Courtyard Richmond Chester          | * Courtyard Springfield                   | * Courtyard Williamsburg Busch Gardens Area             |
| * Courtyard Charlottesville                                | * Courtyard Dulles Town Center            | * Courtyard Manassas Battlefield Park        | * Courtyard Richmond Downtown         | * Courtyard Stafford Quantico             | * Courtyard Winchester Medical Center                   |
| * Courtyard Charlottesville - University Medical Center    | * Courtyard Dunn Loring Fairfax           | * Courtyard Newport News Airport             | * Courtyard Richmond North/Glen Allen | * Courtyard Suffolk Chesapeake            |                                                         |

- Wirginia Zachodnia

| * Courtyard Beckley | * Courtyard Bridgeport Clarksburg | * Courtyard Charleston Downtown/Civic Center | * Courtyard Morgantown |

- Wisconsin

| * Courtyard Appleton Riverfront                       | * Courtyard Madison East           | * Courtyard Milwaukee Airport  | * Courtyard Milwaukee North/Brown Deer |
| * Courtyard La Crosse Downtown/Mississippi Riverfront | * Courtyard Madison West/Middleton | * Courtyard Milwaukee Downtown | * Courtyard Wausau                     |

- Wyoming

- Courtyard Casper

### Ameryka Środkowa & Karaiby
- Aruba

- Courtyard Aruba Resort

- Bahamy

- Courtyard Nassau Downtown/Junkanoo Beach

- Barbados

- Courtyard Bridgetown, Barbados

- Bonaire

- Courtyard Bonaire Dive Resort

- Curaçao

- Courtyard Curacao

- Dominikana

- Courtyard Santo Domingo

- Gwatemala

- Courtyard Guatemala City

- Jamajka

- Courtyard Kingston, Jamaica

- Kostaryka

- Courtyard San Jose Airport Alajuela

- Meksyk

| * Courtyard Cancun Airport | * Courtyard Leon at The Poliforum | * Courtyard Mexico City Airport    | * Courtyard Monterrey Airport            | * Courtyard Saltillo                   | * Courtyard Toluca Tollocan      |
| * Courtyard Chihuahua      | * Courtyard Mazatlan Beach Resort | * Courtyard Mexico City Revolucion | * Courtyard Monterrey San Jeronimo/Valle | * Courtyard San Luis Potosi            | * Courtyard Tuxpan Veracruz      |
| * Courtyard Ciudad Juarez  | * Courtyard Merida Downtown       | * Courtyard Mexico City Toreo      | * Courtyard Puebla Las Animas            | * Courtyard San Luis Potosi, Los Lagos | * Courtyard Villahermosa Tabasco |
| * Courtyard Hermosillo     | * Courtyard Mexicali              | * Courtyard Mexico City Vallejo    | * Courtyard Queretaro                    | * Courtyard Toluca Airport             |                                  |

- Panama

| * Courtyard Panama Metromall | * Courtyard Panama Multiplaza Mall |

- Portoryko

| * Courtyard Aguadilla | * Courtyard Isla Verde Beach Resort | * Courtyard San Juan Miramar |

- Salwador

- Courtyard San Salvador

- Trynidad i Tobago

- Courtyard Port of Spain

### Australia & Oceania
- Australia

| * Courtyard Brisbane South Bank | * Courtyard Melbourne Flagstaff Gardens | * Courtyard Sydney-North Ryde |

### Azja
- Azerbejdżan

- Courtyard Baku

- Chiny

| * Courtyard Changchun          | * Courtyard Hong Kong         | * Courtyard Nanjing Jiangning                               | * Courtyard Shanghai Jiading   | * Courtyard Shunde Longjiang | * Courtyard Wuxi Lihu Lake    |
| * Courtyard Changsha South     | * Courtyard Hong Kong Sha Tin | * Courtyard Pinghu                                          | * Courtyard Shanghai Minhang   | * Courtyard Suzhou           | * Courtyard Xiamen            |
| * Courtyard Chengdu South      | * Courtyard Jiangsu Taizhou   | * Courtyard Qinhuangdao West                                | * Courtyard Shanghai-Pudong    | * Courtyard Suzhou Mudu      | * Courtyard Xiamen Haicang    |
| * Courtyard Chongli            | * Courtyard Jiangyin          | * Courtyard Shanghai Central                                | * Courtyard Shanghai Songjiang | * Courtyard Taipei           | * Courtyard Xi'an North       |
| * Courtyard Foshan             | * Courtyard Jiuzhaigou        | * Courtyard Shanghai Changfeng Park                         | * Courtyard Shanghai Xujiahui  | * Courtyard Taipei Downtown  | * Courtyard Xinchang          |
| * Courtyard Foshan Gaoming     | * Courtyard Kunshan           | * Courtyard Shanghai Fengxian                               | * Courtyard Shenzhen Bao'an    | * Courtyard Taiyuan          | * Courtyard Yinchuan          |
| * Courtyard Hangzhou Qianjiang | * Courtyard Liuzhou Sanjiang  | * Courtyard Shanghai Hongqiao                               | * Courtyard Shenzhen Bay       | * Courtyard Tianjin Hongqiao | * Courtyard Zhengzhou Airport |
| * Courtyard Hangzhou West      | * Courtyard Luoyang           | * Courtyard Shanghai International Tourism and Resorts Zone | * Courtyard Shenzhen Northwest | * Courtyard Wenzhou Yueqing  | * Courtyard Zhengzhou East    |
| * Courtyard Hangzhou Wulin     | * Courtyard Nanchang          |                                                             |                                |                              |                               |

- Filipiny

- Courtyard Iloilo

- Gruzja

| * Courtyard Batumi | * Courtyard Tbilisi |

- Indie

| * Courtyard Agra                         | * Courtyard Bengaluru Hebbal          | * Courtyard Chennai           | * Courtyard Mumbai International Airport | * Courtyard Pune Hinjewadi | * Courtyard Surat           |
| * Courtyard Ahmedabad                    | * Courtyard Bengaluru Outer Ring Road | * Courtyard Gurugram Downtown | * Courtyard Nashik                       | * Courtyard Raipur         | * Courtyard Tiruchirappalli |
| * Courtyard Ahmedabad Sindhu Bhavan Road | * Courtyard Bhopal                    | * Courtyard Hyderabad         | * Courtyard Navi Mumbai                  | * Courtyard Shillong       | * Courtyard Trivandrum      |
| * Courtyard Amritsar                     | * Courtyard Bilaspur                  | * Courtyard Kochi Airport     | * Courtyard Pune Chakan                  | * Courtyard Siliguri       | * Courtyard Vadodara        |
| * Courtyard Aravali Resort               | * Courtyard by Marriott Madurai       | * Courtyard Mahabaleshwar     |                                          |                            |                             |

- Indonezja

| * Courtyard Bali Nusa Dua Resort | * Courtyard Bali Seminyak Resort | * Courtyard Bandung Dago |

- Japonia

| * Courtyard Hakuba | * Courtyard Nagoya | * Courtyard Osaka Honmachi | * Courtyard Shin-Osaka Station | * Courtyard Tokyo Ginza Hotel | * Courtyard Tokyo Station |

- Kambodża

- Courtyard Phnom Penh

- Korea Południowa

| * Courtyard Sejong | * Courtyard Seoul Botanic Park | * Courtyard Seoul Namdaemun | * Courtyard Seoul Pangyo | * Courtyard Seoul Times Square | * Courtyard Suwon |

- Malezja

| * Courtyard Melaka | * Courtyard Penang | * Courtyard Setia Alam |

- Singapur

- Courtyard Singapore Novena

- Sri Lanka

- Courtyard Colombo

- Tajlandia

| * Courtyard Bangkok | * Courtyard Bangkok Suvarnabhumi Airport | * Courtyard North Pattaya | * Courtyard Phuket Town |

- Uzbekistan

- Courtyard Tashkent

### Bliski Wschód
- Arabia Saudyjska

| * Courtyard Jazan | * Courtyard Jubail | * Courtyard Riyadh Diplomatic Quarter | * Courtyard Riyadh Northern Ring Road | * Courtyard Riyadh Olaya |

- Kuwejt

- Courtyard Kuwait City

- Zjednoczone Emiraty Arabskie

| * Courtyard Al Barsha, Dubai | * Courtyard Culture Village, Dubai | * Courtyard World Trade Center, Abu Dhabi | * Courtyard World Trade Centre, Dubai |

### Europa
- Austria: Linz Courtyard Linz
- Belgia: Bruksela Courtyard Brussels; Courtyard Brussels EU
- Bośnia i Hercegowina:

- Banja Luka Courtyard Banja Luka
- Sarajewo Courtyard Sarajevo

- Czechy:

- Brno Courtyard Brno
- Pilzno Courtyard Pilsen
- Praga Courtyard Prague Airport; Courtyard Prague City

- Finlandia: Tampere Courtyard Tampere City
- Francja:

- Arcueil Courtyard Paris Arcueil
- Colombes Courtyard Paris La Defense West - Colombes
- Créteil Courtyard Paris Creteil
- Issy-les-Moulineaux Courtyard Paris Porte de Versailles
- Le Mesnil-Amelot Courtyard Paris Roissy Charles de Gaulle Airport Hotel
- Montpellier Courtyard Montpellier
- Paryż Courtyard Paris Gare de Lyon
- Roissy-en-France Courtyard Paris Charles de Gaulle Central Airport
- Saint-Denis Courtyard Paris Saint Denis
- Tuluza Courtyard Toulouse Airport

- Islandia: Reykjanesbær Courtyard Reykjavik Keflavik Airport
- Litwa: Wilno Courtyard Vilnius City Center
- Niderlandy:

- Amsterdam Courtyard Amsterdam Arena Atlas
- Hoofddorp Courtyard Amsterdam Airport

- Niemcy:

- Barleben Hotel Magdeburg Ebendorf
- Berlin Courtyard Berlin City Center
- Brema Courtyard Bremen
- Drezno Courtyard Dresden
- Düsseldorf Courtyard Duesseldorf Hafen; Courtyard Duesseldorf Seestern
- Fryburg Bryzgowijski Courtyard Freiburg
- Garching bei München Courtyard Munich Garching
- Gilching Courtyard Oberpfaffenhofen Munich South
- Hamburg Courtyard Hamburg Airport; Courtyard Hamburg City
- Hanower Courtyard Hannover Maschsee
- Kolonia Courtyard Cologne
- Monachium Courtyard Munich City Center; Courtyard Munich City East
- Schwerin Hotel Schwerin Seven Lakes
- Wiesbaden Courtyard Wiesbaden-Nordenstadt
- Wolfsburg Courtyard Wolfsburg

- Polska:

- Gdynia Courtyard Gdynia Waterfront, ul. Jerzego Waszyngtona 19
- Katowice Courtyard Katowice City Center, ul. Uniwersytecka 13
- Szczecin Courtyard Szczecin City, Brama Portowa 2
- Warszawa Courtyard Warsaw Airport, ul. Żwirki i Wigury 1J

- Rumunia: Bukareszt Courtyard Bucharest Floreasca
- Serbia: Belgrad Courtyard Belgrade City Center
- Szwajcaria:

- Pratteln Courtyard Basel
- Zurych Courtyard Zurich North

- Szwecja: Sztokholm Courtyard Stockholm Kungsholmen
- Turcja: Stambuł Courtyard Istanbul West
- Węgry: Budapeszt Courtyard Budapest City Center
- Wielka Brytania:

- Abingdon-on-Thames Courtyard Oxford South
- Catcliffe Courtyard Sheffield
- Edynburg Courtyard Edinburgh; Courtyard Edinburgh West
- Exeter Courtyard Exeter Sandy Park
- Gatwick Courtyard London Gatwick Airport
- Glasgow Courtyard Glasgow SEC
- Hayes Courtyard London Heathrow Airport
- Inverness Courtyard Inverness Airport
- Keele Courtyard Keele Staffordshire
- Luton Courtyard Luton Airport
- Paisley Courtyard Glasgow Airport

- Włochy: Wenecja Courtyard Venice Airport